# Zenos
Zenos was volgens het Boek van Mormon een niet-Bijbelse Joodse profeet uit de tijd van het oude testament, omstreeks het jaar 500 v. Chr. In het "boek Jacob" (een deel van het volledige "boek van Mormon") verhaalt hij in hoofdstuk 5 een gelijkenis van een olijfboom.
Er is geen enkel historisch bewijs dat deze Zenos of een gelijkaardige figuur in Amerika zou hebben bestaan, maar gezien de overeenkomst van de naam en de aangegeven tijd, lijkt de Griekse filosoof Zeno van Elea en diens verloren gegane paradox van de olijfboom model voor hem te hebben gestaan.